# Cixius procera
Cixius procera är en insektsart som beskrevs av Tsaur 1991. Cixius procera ingår i släktet Cixius och familjen kilstritar. Inga underarter finns listade i Catalogue of Life.